# 난징 고궁
난징 고궁(중국어 정체자: 南京故宮)은 난징의 중심에 있는 명 황조의 궁궐이다. 북경에 위치한 자금성의 모델이 되었다. 1366년 주원장은 난징에서 오왕의 왕궁을 건설하기 시작하였으며, 뒤에 주원장이 황위에 오르게 되면서 황궁이라고 부르게 되었다. 크기는 동서로 790m, 남북으로 750m이다. 1421년 영락제가 북경으로 수도를 옮기면서 기능을 다하였다. 황궁으로 사용된 기간은 모두 54년이다. 대지 면적은 100만 제곱미터이며, 황성 외부에는 궁성을 지었다. 남북 2.5km이며 동서 약 2km이고 둘레가 9km 가량인 철(凸)자 모양의 성곽이다.
명나라가 멸망한 이후 청나라는 황성에 팔기병을 주둔시키고 난징 고궁 내부를 장긴과 도통의 관청으로 사용하였다. 이 시기에 난징 고궁이 크게 훼손되었다. 태평천국군이 난징을 점령하였을 때 고궁을 황궁으로 사용하지 않았다. 대신에 고궁의 석재와 목재를 가져다 새로 황궁을 지었다. 태평천국이 멸망할 무렵에는 이미 고궁의 흔적은 남지 않게 되어 버렸다. 중일전쟁 시기에는 일본군에 의해 비행장으로 사용되었다.
1948년 이곳에 난징박물관을 설립하였다. 1956년 중점문물보호단위로 지정되었다. 1992년 고궁 터에 난징 고궁유적 공원이 조성되었다.

## 같이 보기
- 자금성